# Mejergar
Mehrgar fue una antigua aldea en el sur de Pakistán y es uno de los sitios más importantes de la arqueología para el estudio de los establecimientos neolíticos más tempranos de esta región.

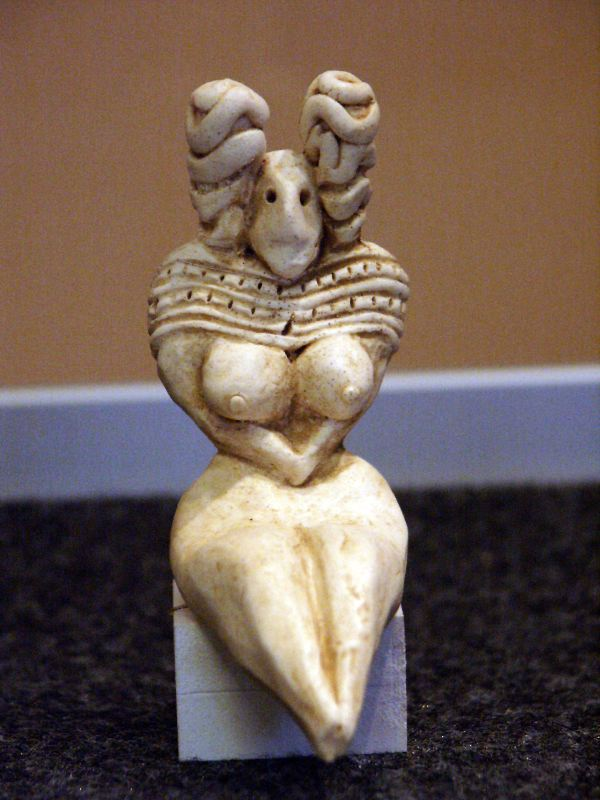
Figurilla femenina en el arte de Mehrgar, 3000 a. C. aprox.

Los restos están situados en la provincia pakistaní de Baluchistán en el cercano llano de Kachi en el paso de Bolán,
- 230 km al noroeste de Larkana (ciudad a orillas del río Indo)
- 150 km al sureste de Quetta,
- 120 km al este de Qalat,
- 50 km al suroeste de Sibi y
- 130 km al noroeste de Yacobabad.

Mehrgar es el establecimiento más antiguo descubierto en Asia del sur y el único sitio Neolítico excavado en la región. Las excavaciones arqueológicas fueron realizadas a partir de 1974 por el equipo de la Misión Arqueológica del Indo, bajo la dirección de Jean-François Jarrige. La evidencia más temprana del establecimiento está fechada a partir del 7000 a. C. También es citado como la evidencia más temprana de cerámica en el sur de Asia. Los arqueólogos dividen el sitio de la ocupación en varios períodos.
La civilización de Mehrgar también tenía contactos con el norte de Afganistán, el noreste de Irán y la parte meridional de Asia central (B. B. Lal 1997:287).
El 30 de enero de 2004 el «Sitio arqueológico de Mehrgar» fue inscrito en la Lista Indicativa de Pakistán —paso previo a ser declarado Patrimonio de la Humanidad—, en la categoría de bien cultural (n.º ref 1876).

## Historia

### Período I
Comprendido entre los años 7000 y 5500 a. C., este período es considerado neolítico y acerámico (es decir, no se usaba la cerámica aún). En su fase inicial, los habitantes seminómadas desarrollaron el cultivo de plantas tales como trigo y cebada, y la domesticación de animales como ovejas, cabras y otros tipos de ganado. El asentamiento fue establecido con edificios simples de barro contando con cuatro subdivisiones internas. Se han encontrado numerosos entierros, muchos de ellos con ofrendas elaboradas, tales como cestas, piedra, herramientas de hueso, granos, brazaletes, colgantes y, en algunos casos, animales sacrificados.
Los ornamentos de conchas de mar, de piedra caliza, de turquesa, de lapislázuli, de piedra arenisca y de cobre pulido han sido encontrados, junto con figurillas simples de mujeres y de animales. Una sola hacha de piedra fue descubierta en un entierro, y varias fueron obtenidas en la superficie. Estas hachas de piedra son del periodo más temprano en el contexto estratificado en el sur de Asia.

### Períodos II y III
El período II (comprendido entre los años 5500 y 4800 a. C.), y el período III (comprendido entre los años 4800 y 3500 a. C.) se caracterizan por la presencia de una cerámica neolítica (es decir, la cerámica ya comenzaba a ser usada) y en su fase final, cobre. Mucha evidencia se ha encontrado acerca de las técnicas avanzadas que fueron utilizadas en la fabricación de tales útiles.
La loza de barro esmaltada y los figurillas de terracota producidos llegaron a ser muy detallados. Los figuritas femeninas fueron adornadas con pintura y lucen diversos tipos de peinados y ornamentos. Dos entierros fueron encontrados en el período II presentando una cubierta de ocre rojo en el cuerpo. La cantidad de objetos en el entierro disminuyó, limitándose solo a los ornamentos. En los entierros de mujeres se encontró más variedad de artículos.
Los primeros sellos de botón fueron producidos en terracota y en hueso, y tenían variados diseños geométricos. Su tecnología incluía piedras y taladros de cobre, hornos de corriente aérea ascendente, grandes hornos de hoyo y crisoles que servían para derretir el cobre.
Hay evidencias acerca del comercio a distancia en el período II, esto debido al descubrimiento de varios granos de lapizlázuli, originalmente de Badahšan.

### Período IV
En algún momento entre los años 2600 y 2000 a. C., el pueblo parece haber sido en gran parte abandonado, cuando la cultura del valle del Indo estaba en sus etapas iniciales de desarrollo.
Se ha conjeturado que los habitantes de Mejergar emigraron a los valles fértiles del Indo, mientras que el territorio de Baluchistán se convertía en una zona árida debido a los cambios climáticos.